# Japan Golf Tour 2009
Le Japan Golf Tour 2009 a débuté le 16 avril 2009 pour s'achever le 6 décembre 2009. La saison consiste en 25 tournois incluant les quatre tournois majeurs et trois championnats du monde.

## Palmarès
| Date                       | Tournoi                                         | ¥           | Vainqueur              | points pour le World Golf Ranking |
| -------------------------- | ----------------------------------------------- | ----------- | ---------------------- | --------------------------------- |
| 16 au 19 avril             | Token Homemate Cup                              | 130 000 000 | Koumei Oda (2)         | 16                                |
| 23 au 26 avril             | Tsuruya Open                                    | 120 000 000 | Masaya Tomida (1)      | 18                                |
| 30 avril au 3 mai          | The Crowns                                      | 120 000 000 | Tetsuji Hiratsuka (5)  | 20                                |
| 28 au 31 mai               | Mitsubishi Diamond Cup Golf                     | 150 000 000 | Takashi Kanemoto (1)   | 20                                |
| 4 au 7 juin                | UBS Japan Golf Tour Championship ShishidoHills  | 150 000 000 | Yuji Igarashi (1)      | 20                                |
| 11 au 14 juin              | Japan PGA Championship                          | 130 000 000 | Yuta Ikeda (1)         | 16                                |
| 25 au 28 juin              | Gateway to the Open Mizuno Open Yomiuri Classic | 130 000 000 | Ryo Ishikawa (3)       | 18                                |
| 23 au 26 juillet           | Nagashima Shigeo Invitational Sega Sammy Cup    | 130 000 000 | Hiroyuki Fujita (7)    | 18                                |
| 30 juillet au 2 août       | Sun Chlorella Classic                           | 150 000 000 | Ryo Ishikawa (4)       | 16                                |
| 20 au 23 août              | Kansai Open Golf Championship                   | 50 000 000  | Hiroyuki Fujita (8)    | 16                                |
| 27 au 30 août              | Vana H Cup KBC Augusta                          | 110 000 000 | Yuta Ikeda (2)         | 18                                |
| 3 au 6 septembre           | Fujisankei Classic                              | 110 000 000 | Ryo Ishikawa (5)       | 18                                |
| 17 au 20 septembre         | ANA Open                                        | 130 000 000 | Tōru Taniguchi         | 16                                |
| 24 au 27 septembre         | Asia-Pacific Panasonic Open                     | 150 000 000 | Daisuke Maruyama (2)   | 20                                |
| 1er au 4 octobre           | Coca-Cola Tokai Classic                         | 120 000 000 | Ryo Ishikawa (6)       | 18                                |
| 8 au 11 octobre            | Canon Open                                      | 150 000 000 | Yuta Ikeda (3)         | 18                                |
| 15 au 18 octobre           | Japan Open Golf Championship                    | 200 000 000 | Ryuichi Oda (1)        | 32                                |
| 22 au 25 octobre           | Bridgestone Open                                | 150 000 000 | Yuta Ikeda (4)         | 20                                |
| 29 octobre au 1er novembre | mynavi ABC Championship                         | 150 000 000 | Toru Suzuki (8)        | 16                                |
| 5 au 8 novembre            | The Championship by Lexus                       | 200 000 000 | Toshinori Muto (3)     | 16                                |
| 12 au 15 novembre          | Mitsui Sumitomo VISA Taiheiyo Masters           | 200 000 000 | Yasuharu Imano (7)     | 20                                |
| 19 au 22 novembre          | Dunlop Phoenix                                  | 200 000 000 | Edoardo Molinari (n/a) | 28                                |
| 26 au 29 novembre          | Casio World Open                                | 200 000 000 | Koumei Oda (3)         | 22                                |
| 3 au 6 décembre            | Golf Nippon Series JT Cup                       | 130 000 000 | Shigeki Maruyama (10)  | 24                                |